# Амбассадор (Нью-Йорк)
Амбассадо́р (англ. The Ambassador Theatre; рус. Представи́тель, посла́нец) — бродвейский театр, расположенный в восточной части 49-й улицы между Бродвеем и Восьмой авеню в театральном квартале Манхэттена, Нью-Йорк, США.

## История
Здание театра построено по проекту архитектора Герберта Краппа для театральной компании «The Shubert Organization». Свои двери для зрителей «Амбассадор» открыл 11 февраля 1921 года премьерой мюзикла «The Rose Girl». В 1935 году компания продаёт театр и он используется в качестве кинотеатра и телевизионных студий для «NBC» и «DuMont Television Network».
В 1956 году «The Shubert Organization» снова становится владельцем театра. После реконструкции в 1980 году театр меняет название на «The New Ambassador Theatre» (приставлено слово „new“ (новый)), однако оно просуществовало не долго: в июне того же года старое имя было возвращено.
С 29 января 2003 года на сцене «Амбассадора» идёт прокат возвращённого на Бродвей в 1996 году мюзикла «Чикаго».

## Основные постановки театра
- 1927: «Ракета»
- 1933: «Луна в июне»
- 1935: «Ночь 16 января»
- 1955: «Дневник Анны Франк»
- 1963: «Остановите Землю — я сойду»
- 1966: «Лев зимой»
- 1977: «Божественный ступор»
- 1983: «Вид с моста»
- 1985: «Вожак стаи»
- 1987: «Девушки мечты» (возрождённый)
- 2003: «Чикаго» (возрождённый, текущий прокат)